# 上通町 (名古屋市)
上通町（かみどおりちょう・かみとおりちょう）は、愛知県名古屋市南区の地名。

## 歴史

### 町名の由来
豊田町の字に由来する。

### 沿革
- 1930年（昭和5年）11月26日 - 南区豊田町の一部により、同区上通町が成立[4]。
- 1931年（昭和6年） - 中央鉄工所が操業開始[3]。
- 1953年（昭和28年）10月15日 - 一部が瑞穂区上通町となる[4]。
- 1960年（昭和35年）3月20日 - 瑞穂区上通町が同区浮島町に編入され消滅[5]。
- 1985年（昭和60年）11月3日 - 南区上通町は同区豊に編入され廃止[4]。